# نبت (ملكة)
نبت ، هي ملكة مصرية قديمة غير حاكمة أو زوجة ملك ، عاشت في خلال الأسرة الخامسة ، و هي زوجة الملك أوناس ، و كانت أماً لولي العهد أوناس عنخ.

## مقبرتها
دفن نبت في مصطبة مزدوجة مع ملكة أخرى هي الملكة خنوت بجوار هرم أوناس في سقارة. تم إجراء حفريات في هذه المصطبة من قبل بيتر مونرو.

## ألقابها
حملت الملكة نبت الألقاب التالية:
- عظيمة صولجان حتس (المفضلة عند الملك).
- من ترى حور و ست.
- عظيمة الثناء.
- زوجة الملك و حبيبته.
- قرينة محبوب السيدتين.
- رفيقة العظيم.
- رفيقة / خادمة / كاهنة حور.
- رفيقة حور و حبيبته.
- مرافقة حور.

و على الرغم من كونها تحمل ألقاب ملكة ، فقد صورت في قبرها كامرأة رفيعة المستوى فقط دون أي إشارة لملكيتها.
و قد كان لها عقاراتها أو ضياعها أو مؤسساتها الخاصة التي كانت تديرها النساء فقط.